# Èpsilon de Capricorn
Èpsilon de Capricorn (ε Capricorni) és un estel a la constel·lació de Capricorn de magnitud aparent +4,50. Ocasionalment és coneguda amb el nom de Castra, «campament militar» en llatí. S'hi troba, d'acord a la nova reducció de les dades de paral·laxi d'Hipparcos, a 1.055 anys llum de distància del sistema solar.
Èpsilon de Capricorn és un estel blanc-blavós de la seqüència principal de tipus espectral B3V:p que, igual que el nostre Sol, obté la seva energia a partir de la fusió nuclear de l'hidrogen. La seva superfície té una temperatura d'aproximadament 19.350 K —mesura afectada per l'enfosquiment gravitatori— i llueix amb una lluminositat 2.750 vegades major que la lluminositat solar. Gira sobre si mateixa amb una velocitat de rotació igual o superior a 203 ± 8 km/s. Mostra una metal·licitat equiparable a la solar ([Fe/H] = -0,08). Considerablement més massiva que el Sol, s'estima que té una massa entre 7,0 i 8,8 masses solars. La seva edat és de 27,5 ± 4,2 milions d'anys. Èpsilon Capricorni un «estel amb embolcall» —com φ Persei o 48 Librae—, envoltada per un anell o embolcall gasós. És una variable Gamma Cassiopeiae la lluentor de la qual fluctua entre magnitud +4,48 i +4,72. Així mateix, hom pensa que és un estel binari; l'estel acompanyant està separat visualment només 0,005 segons d'arc respecte a l'estel principal.